# Centellejador

Esquema d'un detector de centelleigs

Un centellejador o escintil·lador, és un tipus de material orgànic o plàstic particular que s'excita emetent fotons quan per ell passa radiació ionitzant, per la qual cosa és utilitzat per a la detecció i mesura de la radioactivitat per mitjà del registre d'aquesta luminescència.
Contenen compostos químics que absorbeixen la radiació visible, absorbeixen part de l'energia de la partícula incident i la reemeten en forma de llum, típicament en el rang de la llum visible o ultraviolada. A més, es caracteritzen per la capacitat de fluorescència amb un temps de vida curt, és a dir, que l'il·lumina i s'apaga ràpidament, produint el centelleig. Cal igualment que la fluorescència ocorri el més sovint possible, per això són compostos amb una elevada eficiència quàntica de fluorescència.
Aquestes substàncies fluorescents han de ser molt solubles. Als centellejadors orgànics líquids s'usen com a soluts en dissolvents aromàtics. Els centellejadors plàstics, en canvi, es dissolen en polímers.

## Detector de centelleig

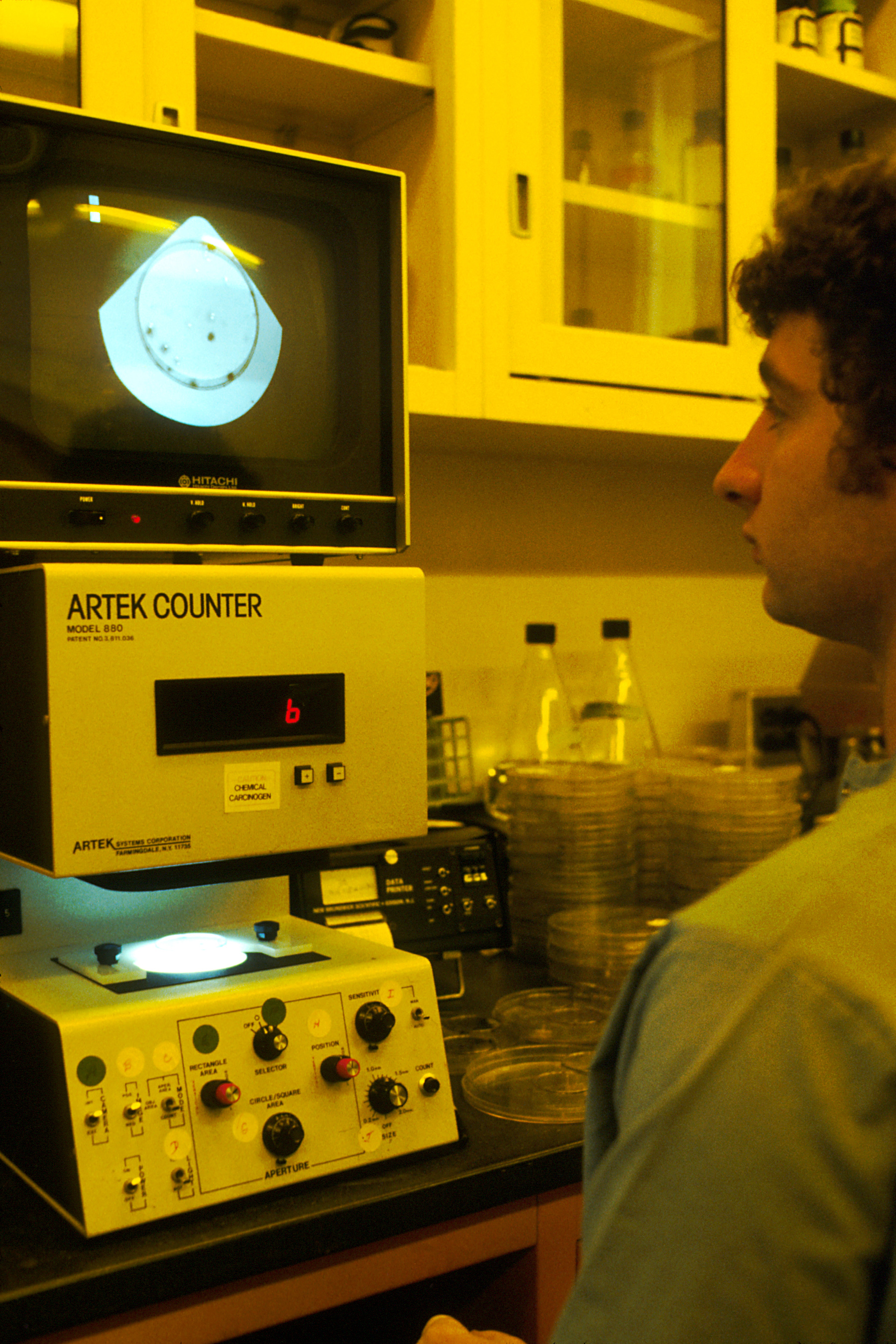
Comptador de centelleigs

Un material centellejador n'és un que centelleja, és a dir, exhibeix luminescència. Per a mesurar la radioactivitat cal registrar la luminescència provocada, això implica en primer lloc que sigui detectada i també que pugui ser contabilitzada. És possible veure a vista els centelleigs i comptar-los a mesura que s'observen. Una altra manera és usar un detector de centelleig. Un detector de centelleig aplica al material centellejador un sensor de llum per a detectar la luminescència, és a dir, els centelleigs, com ara un fotodíode. Els fotodíodes generen el corrent en un fragment de silici.
Es pot afegir per exemple una fibra òptica que canalitzi els fotons emesos per la superfície del material centellejador fins a un tub fotomultiplicador, que absorbeix la llum emesa pel centellejador i la reemet com electrons per efecte fotoelèctric, i a continuació fa que els electrons es multipliquin en una cascada de dinodes a major i major potencial elèctric i acabin per produir corrent elèctric.

## Usos
El primer ús de centellejadors va tenir lloc en un experiment de 1903 en el qual Sir William Crooks va el fenòmens en una pantalla de sulfur de zinc colpejada per partícules alfa. El centelleig produït a la pantalla era visible amb l'ull nu sense necessitat d'un microscopi o una sala fosca. Aquesta tècnica va portar a importants descobriments però era tediosa. Va tornar a guanyar interès el 1944 quan Curran i Baker van afegir el recentment inventat fotomultiplicador. Va ser el naixement del detector centellejador modern.
Els detectors centellejadors s'usen de forma generalitzada per a mesurar i controlar radiacions (Alfa, Beta, X, Gamma) en física de partícules, física d'astropartícules, exploració petrolífera, espectrometria, escaneig de contenidors i equipatges, física espacial i física mèdica (tomografia amb radiació beta).